# 토머스 블레이크 글로버
토머스 블레이크 글로버(영어: Thomas Blake Glover, 1838년 6월 6일 ~ 1911년 12월 13일)는 19세기 후반에 일본 나가사키시에 체류한 스코틀랜드 상인이다. 서양 문물을 적극 도입하고 일본의 개화 운동가들과 교류하여 '일본 근대화의 아버지' 중 하나로 기억되며, 나가사키 시내에 있는 구라바엔(글로버 가든)은 그의 이름에서 유래되었다.
막말 일본에서 무기 상인으로 활동하였는데, 당시 일본 내에서 가장 번성하던 사쓰마번(지금의 가고시마현 지역)에 신식 무기들을 판매하였고 그 무기는 1864년의 전쟁에서 사용되었다. 일본에서 상업철도가 시작되기 전에 증기 기관차의 시험 주행을 실시했고, 나가사키에 서양식 도크를 건설하여 조선(造船) 도시로서의 기반을 쌓았다. 메이지 유신 이후에도 일본에 머무르며 다카시마 탄광을 운영하고 조선, 채탄, 차(茶) 무역 등을 하며 일본 근대화에 기여했고, 일본 국산 맥주 사업을 시작하기도 했다.
일본인 아와지야 쓰루(淡路屋ツル)와의 사이에 아들 구라바 도미사부로(倉場富三郎, Tomisaburo Awajiya Glover, 1871 ~ 1945)가 있다.

## 같이 보기
- 프리메이슨
- 자딘 매터슨
- 해리 파크스
- 일본의 외국인묘지(영어판)
- 조슈 5인
- 사카모토 료마
- 나비 부인
- 어니스트 매이슨 사토우
- 매튜 C. 페리
- 제임스 커티스 헵번